# آرون روو
آرون روو (انگلیسی: Aaron Rowe؛ زادهٔ ۷ سپتامبر ۲۰۰۰) بازیکن فوتبال اهل بریتانیا است.
از باشگاه‌هایی که در آن بازی کرده است می‌توان به باشگاه فوتبال هادرزفیلد تاون اشاره کرد.